# Sergio Álvarez Guarín
Sergio Álvarez (n. Bogotá; 31 de diciembre de 1965) es un escritor, periodista y guionista colombiano. Vive entre Barcelona y Bogotá.

## Biografía
Es hijo de una profesora y de un fabricante de quimeras. Curso estudios de filosofía, pero no los concluyó. Vivió una temporada en los llanos orientales. Después de unos años regresó a Bogotá, donde inició en firme su carrera como guionista y escritor.
Álvarez ha colaborado para los diarios españoles El País y La Vanguardia.
Ha publicado La lectora (2004), una novela sobre la sicaresca y el narcotráfico en Colombia, que fue adaptada para la televisión por el canal colombiano RCN y también llevada al cine en 2012. En 2002, La lectora recibió el Premio Memorial Silverio Cañada que se concede a la primera novela de tema policíaco publicada en español y se entrega durante la Semana Negra de Gijón.
Otras obras suyas son Mapaná (2006) y 35 muertos. Mapaná es una novela juvenil situada en la zona geográfica del Amazonas, con tintes ecológicos y que trata sobre los huecos generacionales entre padres e hijos. 35 muertos es una novela que narra la historia del conflicto armado en Colombia, entre 1965 y 1999, por medio de la música y de las voces anónimas que vivieron, por ejemplo, las épocas del narcoterrorismo en Colombia. La novela fue traducida y publicada bajo el título de 35 muertos

## Obras
Novela
- La lectora, RBA, 2001
- 35 muertos, Alfaguara, 2011
- Cantar es sobrevivir, Seix Barral, 2021
- El inmortal, Navona, 2023

Novela juvenil
- Mapaná, Planeta, 2000